# Земская почта Васильского уезда
Зе́мская по́чта Васи́льского уе́зда — земская почта, организованная земской управой Васильского уезда Нижегородской губернии. Существовала с 1871 года по 1881 год. В уезде выпускались собственные земские марки.

## История почты
Васильская уездная земская почта была открыта 1 января 1871 года. Пересылка частных почтовых отправлений была платной и оплачивалась земскими почтовыми марками номиналом 5 копеек.
Поскольку в уезде были открыты новые учреждения государственной почты, земская почта Васильского уезда была закрыта с 1881 года.

## Выпуски марок
Земские марки Васильского уезда имели номинал 5 копеек и представляли собой бесцветный рельефный оттиск герба уезда с надписью «Васильской земской почты 5 к.».

## Гашение марок
Гашение марок осуществлялось чернилами (перечёркиванием).